# Kelpie australiano

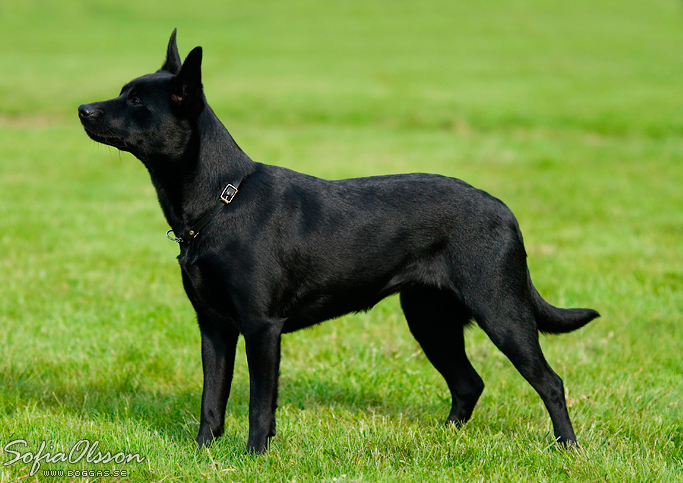
Kelpie australiano preto

Kelpie australiano[Nota] (em inglês:  Australian Kelpie) é uma raça canina oriunda da Austrália, utilizado como cão de pastoreio. Acredita-se que tenha parentesco com o Dingo e o Smooth Collie. O temperamento destes caninos é descrito como alerta, ávido e inteligente. É ainda classificado como possuidor de grande energia e disposição, bem como apreço ao trabalho. Cão de pastoreio, é eficiente em campo aberto e no pasto. É capaz de percorrer mais de 60 km por dia. Fisicamente pode chegar a medir 51 cm, e sua pelagem pode variar do preto, vermelho até o azul fumaça.

## Na cultura popular
Tally Ho (apelidado de Red dog, cão vermelho), foi um cão que nos anos 1970 ficou conhecido por cruzar a Austrália em busca de seu dono falecido. A história inspirou o filme Cão vermelho, de 2011.